# Discovery Channel
Discovery Channel (v minulosti The Discovery Channel) je původně americký satelitní a kabelový televizní kanál, který založil John Hendricks a distribuuje mezinárodní mediální společnost Warner Bros. Discovery.
Poprvé bylo vysílání spuštěno roku 1985. V současnosti je kanál vysílaný celosvětově v 155 zemích a 33 jazycích.
Programově se kanál zaměřuje na dokumentární programy, hlavně populární vědu, technologie a dějiny podobně jako National Geographic Channel a History Channel. Ve Spojených státech je program hlavního kanálu Discovery zaměřený zejména na autentická témata jako např. teoretické vyšetřování (MythBusters, Unsolved History a Best Evidence), automobily, zaměstnání (Dirty Jobs a Deadliest Catch) a ostatní dokumenty zaměřené na rodinné a věkově mladší publikum.